# Faux-Cap
Faux-Cap è una città e comune del Madagascar situata nel distretto di Tsihombe, regione di Androy. 
La popolazione del comune rilevata nel censimento 2001 era pari a 16 180 unità.